# Suzuki GSX-R 600

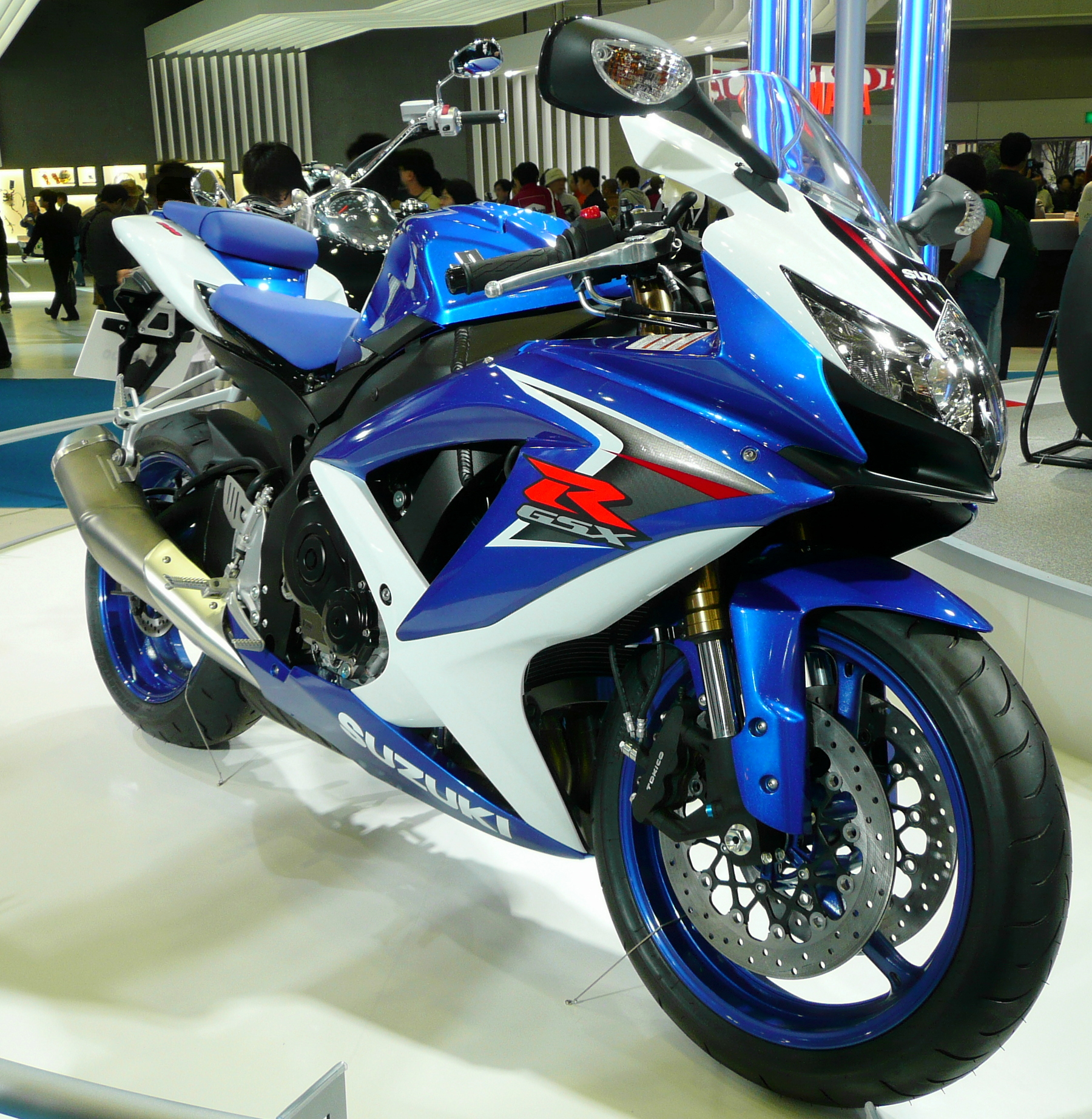
Suzuki GSX-R 600, Bj. 2008 (Typ K8)

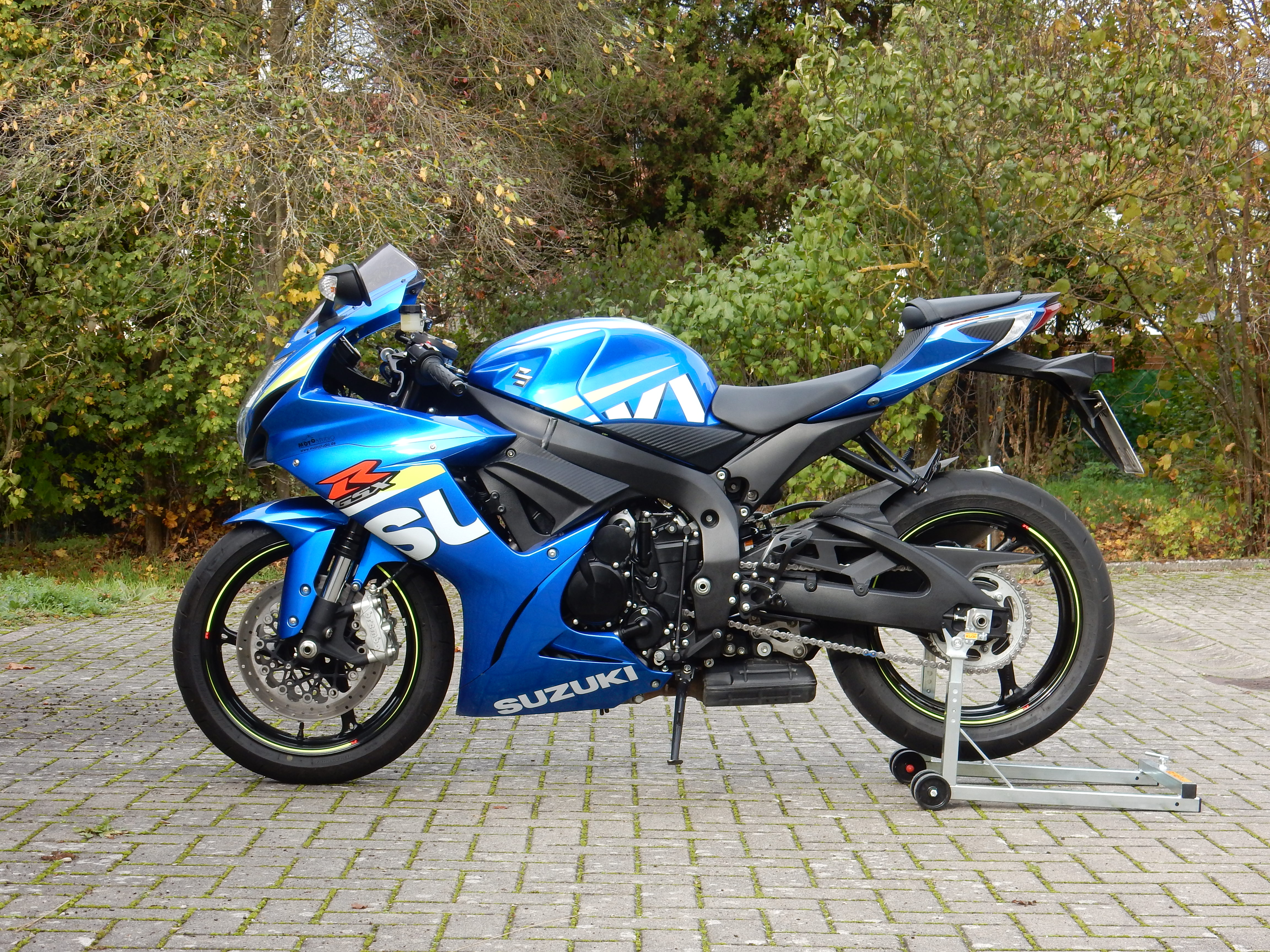
2015 Suzuki GSX-R 600 L5

Die GSX-R 600 ist ein Motorrad der Kategorie Supersportler des japanischen Herstellers Suzuki. Sie wird seit 1997 bis heute (Stand 2024) durchgehend gebaut. Auf Grund der Einführung der Euro 4 Abgasnorm ist sie aber in der EU seit 2017 nicht mehr erhältlich.

## Modellentwicklung

### 1. Baureihe von 1997 bis 2000
Mit der 1997 neu vorgestellten Modellreihe, bot Suzuki erstmals ein Supersportmotorrad in der 600er-Klasse an. Technisch entsprach die GSX-R 600 weitgehend der 1996 neu entwickelten GSX-R 750. Der Leichtmetall-Brückenrahmen, Motorgehäuse, Tank und Verkleidung sind weitgehend mit der 750er identisch. Die 600er unterscheidet sich hauptsächlich durch die Teleskopgabel statt einer Upside-Down-Gabel, einer kürzeren Schwinge ohne geschweißte Oberzüge, einer schmaleren Hinterradfelge und Vergaser mit kleineren Durchmessern. Angetrieben wird das Motorrad von einem kurzhubig ausgelegten, flüssigkeitsgekühlten Vierzylinder-Reihenmotor mit Vierventil-Technik. Die Ventilsteuerung erfolgt über eine rechtsseitig angeordnete Steuerkette, zwei obenliegende Nockenwellen und Tassenstößel. Die Kraftübertragung erfolgt über eine Mehrscheiben-Ölbadkupplung, ein 6-Gang-Getriebe und eine O-Ring-Kette auf das Hinterrad. Teleskopgabel und Zentralfederbein waren in Federbasis und Zugstufendämpfung einstellbar. Mit diesem Modell gewann Suzuki in den Jahren 1998 und 1999 die Supersport-WM.

### 2. Baureihe von 2001 bis 2003
Die 2001 vorgestellte Baureihe entsprach technisch wieder der ein Jahr zuvor auf den Markt gebrachten 750er. Sie unterschied sich weitgehend wieder nur durch Gabel, Schwinge und Hinterradfelge. Wie die 750er wurde jetzt auch die GSX-R 600 von Vergasertechnik auf eine elektronische Einspritzanlage umgestellt. Gabel und Federbein waren jetzt in Federbasis, Zug- und Druckstufendämpfung einstellbar.

### 3. Baureihe von 2004 bis 2005
Wie die Vorgängermodelle unterschied sich die K4-Baureihe auch wieder nur marginal von der GSX-R 750. Jedoch wurde die Ausstattung der GSX-R 600 angehoben und entsprach nun dem 750er Modell. Sie hatte jetzt auch eine Upside-Down-Gabel, eine Schwinge mit geschweißten Oberzügen und radial verschraubte Bremszangen. Des Weiteren hatte sie Titanventile, eine leistungsstärkere ECU und einen Drei-Wege-Katalysator.

### 4. Baureihe von 2006 bis 2007
Die GSX-R 600 K6 war wieder eine komplette Neukonstruktion. Sie wurde in nahezu allen Bereichen überarbeitet. Auffälligste Änderung war neben dem Verkleidungsdesign der „Underslung“-Auspuff, der kurz hinter der Fahrerfußraste endet. Diese Bauweise sollte sich positiv auf die Gewichtsverteilung und das Handling auswirken. Erstmals wurden der komplette Rahmen, Heckrahmen und Schwinge im Druckguss-Verfahren hergestellt. Technisch war sie wieder nahezu baugleich mit der größeren 750er. Unterschiede waren nur in der Motor- und Getriebeeinheit zu finden. Das heißt, weniger Bohrung und Hub und eine angepasste Getriebeabstufung. Von außen waren die Modelle nur durch die unterschiedliche Lackierung und die Gabel zu unterscheiden. Die 600er hatte goldfarbene Gabelholme, die der 750er waren schwarz.

### 5. Baureihe von 2008 bis 2010
Für das Modelljahr 2008 wurde die GSX-R 600 nur leicht überarbeitet, sodass man von einer Modellpflege sprechen kann. Das Tank- und Verkleidungsdesign sind die auffälligsten Änderungen. Weiterhin gab es Anpassungen im Bereich der Elektronik.

### 6. Baureihe von 2011 bis 2016
Für 2011 wurde die GSX-R 600 in vielen Bereichen überarbeitet. Das Gesamtgewicht wurde unter anderem durch einen neuen Rahmen und Schwinge um 9 Kilogramm gesenkt, der Radstand um 15 mm reduziert. Es gab eine neue „Big Piston Gabel“ (BPF) von Showa. Die vorderen Monoblock-Bremsen kamen nun erstmals von Brembo. Ein neues Verkleidungsdesign und verbesserte Elektronik waren obligatorisch. Diese Modellreihe wird bis heute (Stand 2024) unverändert gebaut, jedoch seit Ende 2016 nicht mehr in Europa importiert.

## Technische Daten
|                          | 1. Baureihe                                                                    | 2. Baureihe                                                                               | 3. Baureihe                                                                                   | 4. Baureihe                                                                                   | 5. Baureihe                                                                                   | 6. Baureihe                                                                                         |               |
| Baujahr Typenbezeichnung | 1997: Typ V 1998: Typ X 1999: Typ Y 2000: Typ Z                                | 2001: Typ K1 2002: Typ K2 2003: Typ K3                                                    | 2004: Typ K4 2005: Typ K5                                                                     | 2006: Typ K6 2007: Typ K7                                                                     | 2008: Typ K8 2009: Typ K9 2010: Typ L0                                                        | 2011: Typ L1 2012: Typ L2 2013: Typ L3 2014: Typ L4 2015: Typ L5 2016: Typ L6                       |               |
| Motortyp                 | flüssigkeitsgekühlter Vierzylinder-Viertakt-Reihenmotor                        | flüssigkeitsgekühlter Vierzylinder-Viertakt-Reihenmotor                                   | flüssigkeitsgekühlter Vierzylinder-Viertakt-Reihenmotor                                       | flüssigkeitsgekühlter Vierzylinder-Viertakt-Reihenmotor                                       | flüssigkeitsgekühlter Vierzylinder-Viertakt-Reihenmotor                                       | flüssigkeitsgekühlter Vierzylinder-Viertakt-Reihenmotor                                             |               |
| Ventiltrieb              | DOHC, 16 Ventile, Tassenstößel                                                 | DOHC, 16 Ventile, Tassenstößel                                                            | DOHC, 16 Ventile, Tassenstößel                                                                | DOHC, 16 Ventile, Tassenstößel                                                                | DOHC, 16 Ventile, Tassenstößel                                                                | DOHC, 16 Ventile, Tassenstößel                                                                      |               |
| Hubraum                  | 600 cm³                                                                        | 599 cm³                                                                                   | 599 cm³                                                                                       | 599 cm³                                                                                       | 599 cm³                                                                                       | 599 cm³                                                                                             |               |
| Bohrung × Hub            | 65 × 45,2 mm                                                                   | 67,0 × 42,5 mm                                                                            | 67,0 × 42,5 mm                                                                                | 67,0 × 42,5 mm                                                                                | 67,0 × 42,5 mm                                                                                | 67,0 × 42,5 mm                                                                                      |               |
| Verdichtung              | 12,0:1                                                                         | 12,5:1                                                                                    | 12,5:1                                                                                        | 12,5:1                                                                                        | 12,8:1                                                                                        | 12,9:1                                                                                              |               |
| Gemischaufbereitung      | 4 Mikuni-Gleichdruckvergaser, 36 mm                                            | Elektronische Saugrohreinspritzung                                                        | Elektronische Saugrohreinspritzung                                                            | Elektronische Saugrohreinspritzung                                                            | Elektronische Saugrohreinspritzung                                                            | Elektronische Saugrohreinspritzung                                                                  |               |
| Zündung                  | Transistorzündung                                                              | Transistorzündung                                                                         | Transistorzündung                                                                             | Transistorzündung                                                                             | Transistorzündung                                                                             | Transistorzündung                                                                                   |               |
| Nennleistung             | - 78 kW (106 PS) (Typen V & X) - 81 kW (110 PS) (Typen Y & Z)                  | 85 kW (115 PS)                                                                            | 88 kW (120 PS)                                                                                | 92 kW (126 PS)                                                                                | 92 kW (126 PS)                                                                                | 92 kW (126 PS)                                                                                      |               |
| Nenndrehzahl             | 12.100 min−1 (Typen V & X) 11.800 min−1 (Typen Y & Z)                          | 13.000 min−1                                                                              | 13.000 min−1                                                                                  | 13.500 min−1                                                                                  | 13.500 min−1                                                                                  | 13.500 min−1                                                                                        |               |
| max. Drehmoment          | 67,6 Nm bei 10.000 min−1                                                       | 67,6 Nm bei 10.800 min−1                                                                  | 68,0 Nm bei 10.800 min−1                                                                      | 70,0 Nm bei 11.100 min−1                                                                      | 70,0 Nm bei 11.100 min−1                                                                      | 70,0 Nm bei 11.500 min−1                                                                            |               |
| Getriebe                 | 6-Gang-Getriebe, manuell                                                       | 6-Gang-Getriebe, manuell                                                                  | 6-Gang-Getriebe, manuell                                                                      | 6-Gang-Getriebe, manuell                                                                      | 6-Gang-Getriebe, manuell                                                                      | 6-Gang-Getriebe, manuell                                                                            |               |
| Kupplung                 | mechanisch betätigte Mehrscheibenkupplung im Ölbad                             | mechanisch betätigte Mehrscheibenkupplung im Ölbad                                        | mechanisch betätigte Mehrscheibenkupplung im Ölbad                                            | mechanisch betätigte Mehrscheibenkupplung im Ölbad                                            | mechanisch betätigte Mehrscheibenkupplung im Ölbad                                            | mechanisch betätigte Mehrscheibenkupplung im Ölbad                                                  |               |
| Rahmentyp                | Leichtmetallbrückenrahmen                                                      | Leichtmetallbrückenrahmen                                                                 | Leichtmetallbrückenrahmen                                                                     | Leichtmetallbrückenrahmen                                                                     | Leichtmetallbrückenrahmen                                                                     | Leichtmetallbrückenrahmen                                                                           |               |
| Radaufhängung vorne      | 45 mm Teleskopgabel, Federvorspannung, Zugstufe einstellbar                    | 45 mm Teleskopgabel, Federvorspannung, Zug- und Druckstufe einstellbar                    | 41 mm Upside-Down-Gabel, Federvorspannung, Zug- und Druckstufe einstellbar                    | 41 mm Upside-Down-Gabel, Federvorspannung, Zug- und Druckstufe einstellbar                    | 41 mm Upside-Down-Gabel, Federvorspannung, Zug- und Druckstufe einstellbar                    | 41 mm Upside-Down-Gabel (Big Piston Fork Design), Federvorspannung, Zug- und Druckstufe einstellbar |               |
| Radaufhängung hinten     | Zentralfederbein mit Ausgleichbehälter, Federvorspannung, Zugstufe einstellbar | Zentralfederbein mit Ausgleichbehälter, Federvorspannung, Zug- und Druckstufe einstellbar | Zentralfederbein mit Ausgleichbehälter, Federvorspannung, Zug- und Druckstufe einstellbar     | Zentralfederbein mit Ausgleichbehälter, Federvorspannung, Zug- und Druckstufe einstellbar     | Zentralfederbein mit Ausgleichbehälter, Federvorspannung, Zug- und Druckstufe einstellbar     | Zentralfederbein mit Ausgleichbehälter, Federvorspannung, Zug- und Druckstufe einstellbar           |               |
| Federweg vorne hinten    | 120 mm 133 mm                                                                  | 125 mm 130 mm                                                                             | 120 mm 130 mm                                                                                 | 120 mm 130 mm                                                                                 | 120 mm 130 mm                                                                                 | 120 mm 130 mm                                                                                       | 120 mm 130 mm |
| Felgengröße              | vorne 3,50 x 17, hinten 5,50 x 17                                              | vorne 3,50 x 17, hinten 5,50 x 17                                                         | vorne 3,50 x 17, hinten 5,50 x 17                                                             | vorne 3,50 x 17, hinten 5,50 x 17                                                             | vorne 3,50 x 17, hinten 5,50 x 17                                                             | vorne 3,50 x 17, hinten 5,50 x 17                                                                   |               |
| Reifendimension          | vorne 120/70 ZR 17 radial, hinten 180/55 ZR17 radial                           | vorne 120/70 ZR 17 radial, hinten 180/55 ZR17 radial                                      | vorne 120/70 ZR 17 radial, hinten 180/55 ZR17 radial                                          | vorne 120/70 ZR 17 radial, hinten 180/55 ZR17 radial                                          | vorne 120/70 ZR 17 radial, hinten 180/55 ZR17 radial                                          | vorne 120/70 ZR 17 radial, hinten 180/55 ZR17 radial                                                |               |
| Bremse vorne             | 320 mm Doppelscheibenbremse, halbschwimmend, Vierkolbenbremssättel, Tokico     | 320 mm Doppelscheibenbremse, halbschwimmend, Vierkolbenbremssättel, Tokico                | 300 mm Doppelscheibenbremse, halbschwimmend, Vierkolbenbremssättel radial verschraubt, Tokico | 300 mm Doppelscheibenbremse, halbschwimmend, Vierkolbenbremssättel radial verschraubt, Tokico | 310 mm Doppelscheibenbremse, halbschwimmend, Vierkolbenbremssättel radial verschraubt, Tokico | 310 mm Doppelscheibenbremse, halbschwimmend, Vierkolbenbremssättel radial verschraubt, Tokico       |               |
| Bremse hinten            | 220 mm Bremsscheibe, Zweikolbenbremssattel                                     | 220 mm Bremsscheibe, Zweikolbenbremssattel                                                | 220 mm Bremsscheibe, Zweikolbenbremssattel                                                    | 220 mm Bremsscheibe, Zweikolbenbremssattel                                                    | 220 mm Bremsscheibe, Zweikolbenbremssattel                                                    | 220 mm Bremsscheibe, Zweikolbenbremssattel                                                          |               |
| Gesamtlänge              | 2.065 mm                                                                       | 2.040 mm                                                                                  | 2.055 mm                                                                                      | 2.040 mm                                                                                      | 2.040 mm                                                                                      | 2.030 mm                                                                                            |               |
| Gesamtbreite             | 720 mm                                                                         | 715 mm                                                                                    | 715 mm                                                                                        | 715 mm                                                                                        | 715 mm                                                                                        | 710 mm                                                                                              |               |
| Gesamthöhe               | 1.135 mm                                                                       | 1.135 mm                                                                                  | 1.155 mm                                                                                      | 1.125 mm                                                                                      | 1.125 mm                                                                                      | 1.135 mm                                                                                            |               |
| Radstand                 | 1.390 mm                                                                       | 1.400 mm                                                                                  | 1.400 mm                                                                                      | 1.400 mm                                                                                      | 1.400 mm                                                                                      | 1.385 mm                                                                                            |               |
| Bodenfreiheit            | 130 mm                                                                         | 130 mm                                                                                    | 128 mm                                                                                        | 130 mm                                                                                        | 130 mm                                                                                        | 130 mm                                                                                              |               |
| Sitzbankhöhe             | 830 mm                                                                         | 830 mm                                                                                    | 825 mm                                                                                        | 810 mm                                                                                        | 810 mm                                                                                        | 810 mm                                                                                              |               |
| Tankinhalt               | 18 Liter                                                                       | 18 Liter                                                                                  | 17 Liter                                                                                      | 16,5 Liter                                                                                    | 17 Liter                                                                                      | 17 Liter                                                                                            |               |
| Trockengewicht           | 174 kg                                                                         | 163 kg                                                                                    | 161 kg                                                                                        | 161 kg                                                                                        | 163 kg                                                                                        | |               |
| Leergewicht fahrfertig   | 199 kg                                                                         | 192 kg                                                                                    | 190 kg                                                                                        | 195 kg                                                                                        | 196 kg                                                                                        | 187 kg                                                                                              |               |